# Homalium nudiflorum
Homalium nudiflorum là một loài thực vật có hoa trong họ Liễu. Loài này được (DC.) Baill. mô tả khoa học đầu tiên năm 1886.